# 677

## Decese
- dată necunoscută: Romuald I de Benevento  (n. ?)